# 26205 Куратовський
26205 Куратовський (26205 Kuratowski) — астероїд головного поясу, відкритий 11 червня 1997 року.
Тіссеранів параметр щодо Юпітера — 3,367.